# ویلسون کیپتر
ویلسون کیپتر (دانمارکی: Wilson Kipketer؛ زادهٔ ۱۲ دسامبر ۱۹۷۲) یک دونده دو نیمه‌استقامت، و ورزشکار دو و میدانی دانمارکی کنیایی‌الاصل است. وی رکورد دوی ۸۰۰ متر را تا سال ۲۰۱۲ داشت.
وی در مسابقات کشوری و بین‌المللی در مجموع برندهٔ ۵ مدال طلا، ۳ مدال نقره، ۱ مدال برنز شده‌است.